# كارلوس بيرنهارت
كارلوس بيرنهارت (بالإنجليزية: Carlos Bernhardt)‏ هو لاعب كرة قاعدة دومينيكاوي، ولد في 1950.

## وصلات خارجية
- كارلوس بيرنهارت على موقعبيزبول رفرنس.كوم (الدوري الثانوي) (الإنجليزية)